# Jean Pommier (essayiste)
Pour les articles homonymes, voir Pommier.
Pour l'acteur, voir Jean Pommier.
Ne doit pas être confondu avec René Pommier.
Jean Pommier, né à Niort (Deux-Sèvres) le 11 décembre 1893 et mort à Nice (Alpes-Maritimes) le 13 février 1973, normalien et docteur ès lettres, est un spécialiste de l'histoire de la littérature.

## Biographie

### Premières années
Il passe son baccalauréat à Poitiers, avant de réussir le concours d'entrée à l'École normale supérieure, d'où il sort en 1913.

### Carrière
La guerre terminée, il est reçu à l'agrégation des lettres en 1919, il entre dans une carrière dont il gravit tous les échelons. D'abord maître de conférences à Amsterdam de 1922 à 1923, chargé de cours puis maître de conférences à la faculté de Strasbourg de 1923 à 1934, il obtient son doctorat de lettres en 1931,. Il est professeur à la faculté de lettres de Paris de 1934 à 1946 ; puis en 1946, il obtient une chaire d'Histoire des créations littéraires au Collège de France, où il succède à Paul Valéry) et enseigne jusqu'à sa retraite en 1964 (bien qu'encore en 1968, il accepte de présider la nouvellement créée Société des études renaniennes).
En 1959, il succède à André Siegfried à l'Académie des sciences morales et politiques. À partir du 9 janvier 1960, il occupe le fauteuil 35 de l'Académie royale de langue et de littérature françaises de Belgique.

### Œuvre
Après une première thèse sur Ernest Renan (Renan d'après des documents inédits, 1923), Jean Pommier s'intéresse à Charles Baudelaire (La Mystique de Baudelaire, 1932), à Alfred de Musset (Variétés sur Alfred de Musset et son théâtre, 1944), à Paul Valéry (Paul Valéry et la création littéraire, 1946), à Chateaubriand ou Proust. Outre ces études monographiques, il publie quelques ouvrages généraux sur la littérature (Questions de critique et d'histoire littéraire, 1945 ; Créations en littérature, 1955). Trois ans avant sa mort, il retrace les souvenirs d'une vie et d'une époque dans son Spectacle intérieur, 1970. Il ne cesse de s'intéresser à Renan, et continue de publier des travaux sur son premier sujet d'étude (L'univers poétique et musical d'Ernest Renan, 1966).

### Dernières années
Retiré à Menton, Jean Pommier consacre sa retraite à des travaux d'exégèse et de recherches. Il est décédé à Nice des suites d'un accident de la circulation, le 13 février 1973. Son épouse est décédée quelques mois plus tard.

## Publications
- Renan d'après des documents inédits, 1923, prix Marcelin Guérin de l’Académie française en 1924
- La Revue des cours et conférences, essai bibliographique sur Renan (1923)
- La pensée religieuse de Renan, 1925
- La mystique de Baudelaire,  1932
- La Jeunesse cléricale d'Ernest Renan – Saint-Sulpice, 1933.
- Proust, 1939
- Diderot avant Vincennes, 1939
- Variétés sur Alfred de Musset et son théâtre, 1944
- Questions de critique et d'histoire littéraire, 1945
- Paul Valéry et la création littéraire, 1946
- Jean Pommier, L'École d'administration et le Collège de France en 1848, 1948 (SUDOC 103903380, lire en ligne).
- Aspects de Racine. L'histoire littéraire d'un couple tragique, Paris, Nizet, 1954
- Créations en littérature, 1955
- Le Cimetière marin de Paul Valéry, 1961
- L'univers poétique et musical d'Ernest Renan, 1966
- Le spectacle intérieur, 1973
- Cinq cahiers rénaniens, 1972